# ST-2
O ST-2 é um satélite de comunicação geoestacionário, que foi construído pela Mitsubishi Electric. Ele está localizado na posição orbital de 88 graus de longitude leste e é operado em conjunto pela SingTel de Cingapura e pela Chunghwa Telecom, de Taiwan. O satélite foi baseado na plataforma DS-2000 e sua vida útil estimada é de 15 anos.

## História
A SingTel e a Chunghwa Telecom iniciaram as conversações para o lançamento de um novo satélite para substituir o ST-1, que inicialmente foi previsto para ser lançado em 2010, mas o ST-2 só foi lançado em 2011 para substituir o satélite ST-1.

## Lançamento
O satélite foi lançado com sucesso ao espaço no dia 20 de maio de 2011, abordo de um foguete Ariane 5 ECA a partir do Centro Espacial de Kourou, na Guiana Francesa, juntamente com o satélite GSAT-8 em uma missão de duplo lançamento. Ele tinha uma massa de lançamento de 5.090 kg.

## Capacidade e cobertura
O ST-2 é equipado com 41 transponders em banda Ku e 10 em banda C para prestação de serviços para a Ásia Central, Sudeste Asiático, Subcontinente indiano Oriente Médio e Mediterrâneo.